# Gunhilda duńska

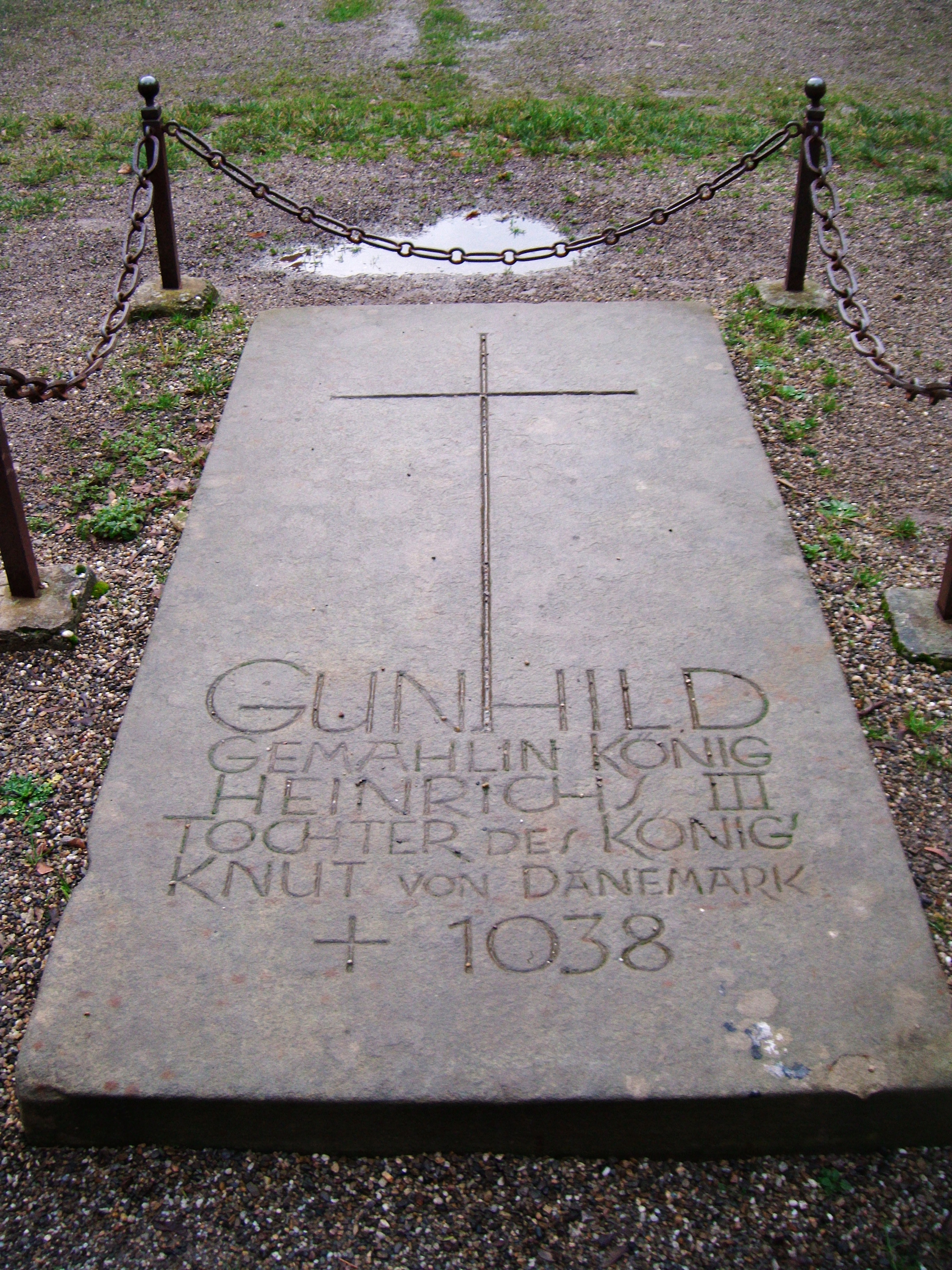
Grób Gunhildy w ruinach klasztoru Limburg k. Bad Dürkheim

Gunhilda (ur. ok. 1019; zm. 18 lipca 1038) – pierwsza żona króla Niemiec, a późniejszego cesarza Henryka III, królowa Niemiec 1036-1038.
Gunhild (zwana także Kunegundą; w źródłach anglosaskich Chunihildis lub Chunelinda) była córką króla Danii Kanuta Wielkiego i jego drugiej żony Emmy z Normandii. Pod koniec 1025 została wysłana jako zakładniczka na dwór Konrada II.
W maju 1035 zaręczyła się z następcą tronu, późniejszym Henrykiem III. Ślub odbył się w Zielone Święta 1036 w Nijmegen. Przybyło na niego poselstwo jej brata Hardekanuta, który w międzyczasie objął tron duński.
Na przełomie 1037 i 1038 przebywającym we Włoszech małżonkom urodziła się córka Beatrycze. Wkrótce Gunhilda zmarła prawdopodobnie na malarię i została pochowana w klasztorze Limburg.

## Tablica przodków
| Tablica rodowodowa          |                                                            |                                                            |                                                            |                                                            |                                           |                                           |                                   |                                   |
| Prapradziadkowie            | Gorm Stary ∞ Tyra Danebod                                  | Mściwoj (ks. obodrzycki) ∞ X                               | Siemomysł (książę Polan) ∞ Gorka                           | Bolesław I Srogi ∞ Biagota                                 | Rolf ∞ Poppa z Bayeux                     | Juhel Bérenger de Rennes (?) ∞ X          | Rainulfa de Crépo ∞ X             | X ∞ X                             |
| Pradziadkowie               | Harald Sinozęby ∞ Tofa obodrycka                           | Harald Sinozęby ∞ Tofa obodrycka                           | Mieszko I ∞ Dobrawa Przemyślidka                           | Mieszko I ∞ Dobrawa Przemyślidka                           | Wilhelm I Długi Miecz ∞ Sprota z Bretanii | Wilhelm I Długi Miecz ∞ Sprota z Bretanii | Herbastus (Herfast) de Crépon ∞ X | Herbastus (Herfast) de Crépon ∞ X |
| Dziadkowie                  | Swen Widłobrody ∞ Sygryda Storråda (Świętosława, 972-1016) | Swen Widłobrody ∞ Sygryda Storråda (Świętosława, 972-1016) | Swen Widłobrody ∞ Sygryda Storråda (Świętosława, 972-1016) | Swen Widłobrody ∞ Sygryda Storråda (Świętosława, 972-1016) | Ryszard I Nieustraszony ∞ Gunnor          | Ryszard I Nieustraszony ∞ Gunnor          | Ryszard I Nieustraszony ∞ Gunnor  | Ryszard I Nieustraszony ∞ Gunnor  |
| Rodzice                     | Knut Wielki ∞ Emma z Normandii                             | Knut Wielki ∞ Emma z Normandii                             | Knut Wielki ∞ Emma z Normandii                             | Knut Wielki ∞ Emma z Normandii                             | Knut Wielki ∞ Emma z Normandii            | Knut Wielki ∞ Emma z Normandii            | Knut Wielki ∞ Emma z Normandii    | Knut Wielki ∞ Emma z Normandii    |
| Gunhilda duńska (1019-1038) |                                                            |                                                            |                                                            |                                                            |                                           |                                           |                                   |                                   |

## Literatura
- Schwarzmeier Hansmartin, Von Speyer nach Rom. - Sigmaringen : Thorbecke, 1992